# Mankhan
Mankhan (mongol cyrillique : Манхан сум, Mankhan sum) est un sum de l'aïmag (province) de Khovd dans l’ouest de la Mongolie. Sa capitale est Tögrög.

## Faune
On y trouve de nombreuses espèces, parmi lesquelles des :
- mammifères : panthères des neiges, yanghirs, saïgas, argalis ou encore marmottes de Sibérie ;
- oiseaux : milans noirs, rougequeues de Güldenstädt et syrrhaptes de Pallas[1].